# Mongolii (film)

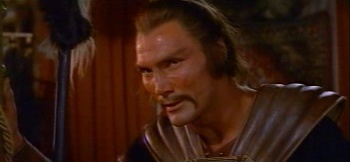
Scenă din film cu Jack Palance

Mongolii (titlul original: în italiană I mongoli) este un film dramatic franco-italian, realizat în 1961 de regizorii André de Toth, Leopoldo Savona și Riccardo Freda, protagoniști fiind actorii Jack Palance, Anita Ekberg, Antonella Lualdi și Franco Silva. 

## Conținut
În 1240, călăreții mongoli au invadat Europa de Est condusă de crudul Ogodai, fiul lui Genghis Khan. Stefan de Cracovia încearcă să negocieze cu mongolii, dar este luat prizonier de Ogodai. El este eliberat de Igor, liderul cavalerilor polonezi. Din nou luat prizonier de Ogodai, Stefan este eliberat de logodnica sa Amina. Ogodai continuă războiul dar în cele din urmă trupele mongole, atrase de Stephane într-o mlaștină, vor fi învinse. Armatele mongole se retrag iar Stefan se va căsători cu Amina.

## Distribuție
- Jack Palance – Ogodai
- Anita Ekberg – Huluna
- Antonella Lualdi – Amina
- Franco Silva – Stefan de Cracovia
- Gianni Garko – Enrico de Valois
- Roldano Lupi – Ginghis Han
- Gabriella Pallotta – Lutezia
- Gabriele Antonini – Temugin
- Pierre Cressoy – Igor
- Mario Colli – Boris
- Lawrence Montaigne – aliatul lui Stefan
- George Wang – Subodai
- Andrej Gardenin – Fencer
- Vittorio Sanipoli –
- Janine Hendy – dansatoarea în harem